# Saint-Antoine-sur-l'Isle
Saint-Antoine-sur-l'Isle is een gemeente in het Franse departement Gironde (regio Nouvelle-Aquitaine) en telt 505 inwoners (2005). De plaats maakt deel uit van het arrondissement Libourne.

## Geografie
De oppervlakte van Saint-Antoine-sur-l'Isle bedraagt 10,4 km², de bevolkingsdichtheid is 48,6 inwoners per km².
De onderstaande kaart toont de ligging van Saint-Antoine-sur-l'Isle met de belangrijkste infrastructuur en aangrenzende gemeenten.

## Demografie
Onderstaande figuur toont het verloop van het inwonertal (bron: INSEE-tellingen).